# Uchchaihshravas

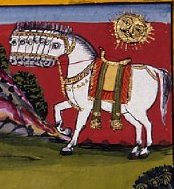
Représentation d'Uchchaihshravas (vers 1800).

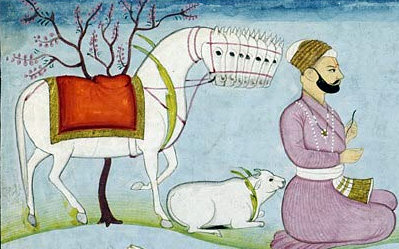
Uchchaihshravas portant des trésors, dessin réalisé vers 1750.

Dans la mythologie hindoue, Uchchaihshravas (IAST: Uccaiḥśravas) est un cheval volant à sept têtes apparu pendant le barattage de la mer de lait. Il est souvent décrit comme un vahana ("véhicule") de Surya, le dieu-Soleil, mais il est également associé à Bali, le chef des Asuras. Il devint occasionnellement la monture d'Indra, roi des Dieux. Selon les textes, Uchchaihshravas est blanc pur, avec parfois une queue noire. Ses sept têtes aux sept bouches symboliseraient les sept couleurs de l'arc-en-ciel, il serait aussi l'ancêtre de tous les chevaux.

## Dark Horse Records
Le logo du label discographique Dark Horse Records, par George Harrison, est inspiré d'Uchchaihshravas.